# 長善寺 (新宿区・曹洞宗)
長善寺（ちょうぜんじ）は、東京都新宿区四谷にある曹洞宗の寺院。

## 歴史

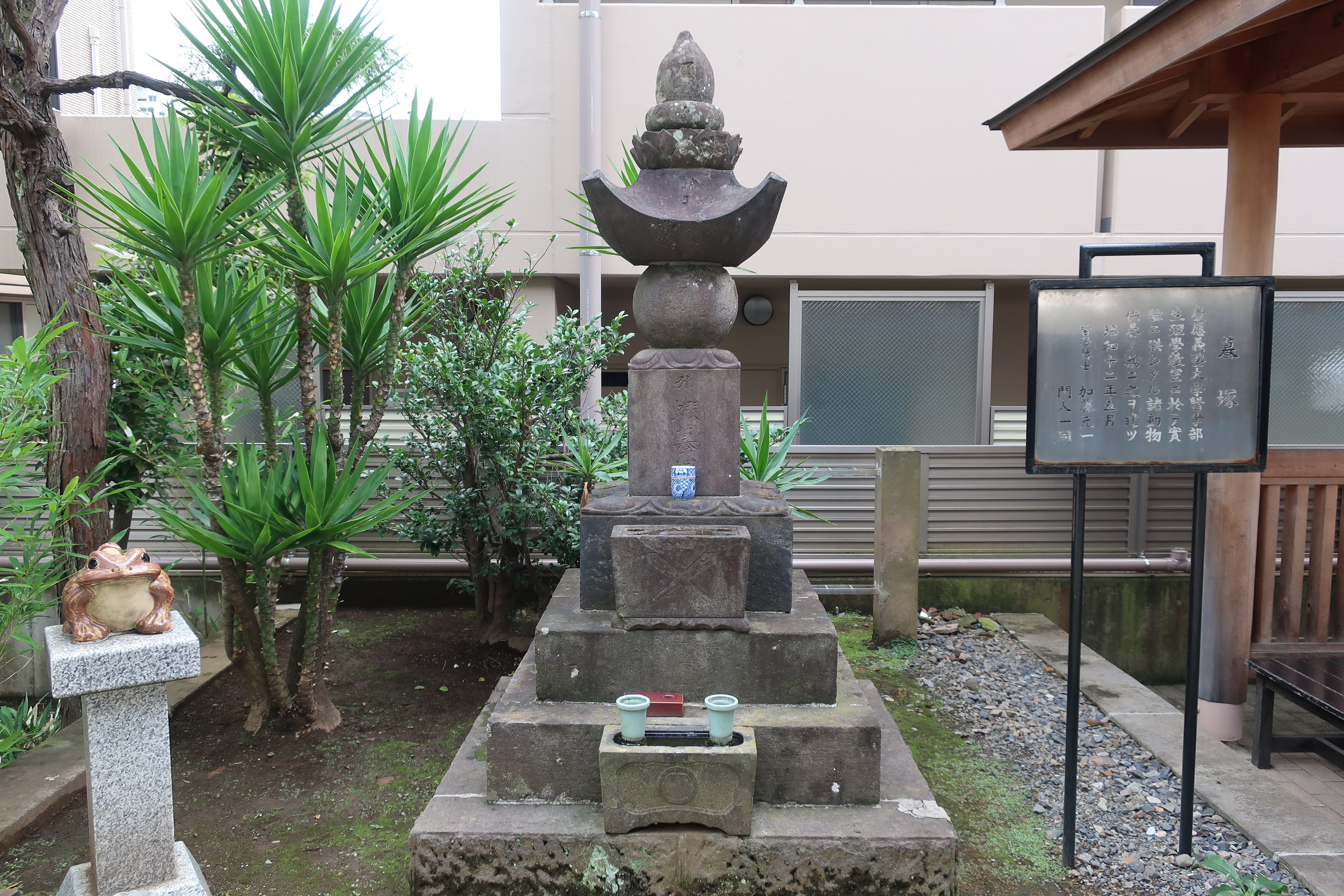
蟇塚

甲斐国（現在の山梨県）の戦国大名・武田信玄の家臣であった高坂昌信が天正3年（1575年）に建てた庵が起源とされる。開山の憐学は寛永9年（1632年）に没していることから、それまでには寺院として成立していたものと思われ、江戸幕府により寛永11年（1634年）以降に麹町から四谷の地に寺院が多く移る以前から、同地に開かれていた。
別名笹寺とも呼ばれ、二代将軍の徳川秀忠ないしは三代将軍徳川家光のどちらかが名づけたとも言われているが確証はなく、境内に笹が繁っていたことに由来するとされる。
本尊の釈迦如来像は元禄年間の作で、寺宝となっている「めのう観音」（新宿区指定文化財）は徳川秀忠の念持仏であったとも伝わる。
境内には「四谷勧進角力始祖」と刻まれた大きな石碑がある。これは江戸時代の伝説的な力士・明石志賀之助が寛永元年に境内で6日間の相撲興行をしたのを記念して作られたものである。また近隣の慶応義塾大学医学部生理学教室で実験用に使われた蛙を供養するために作られた蟇塚がある（加藤元一・門人一同名義）。
墓地には、江戸時代に活躍した国学者の林国雄や、その子林甕雄、さらに孫の林甕臣、同じ国学者で畠山梅軒と孫の畠山如心斎などの歴史的な人物の墓がある。

## 主な施設
- 本堂
- 稲荷神社
- 笹寺会館(葬儀が可能な会館)

## アクセス
- 東京メトロ丸ノ内線・四谷三丁目駅から徒歩2分（経路案内）
- 駐車施設:あり